# Paul Watson
Paul Franklin Watson (ur. 2 grudnia 1950 w Toronto) – kanadyjski działacz ruchu na rzecz praw zwierząt oraz ruchu na rzecz ochrony środowiska naturalnego; jeden z założycieli organizacji Greenpeace oraz fundator i prezydent Sea Shepherd – stowarzyszenia założonego w celu prowadzenia akcji bezpośrednich poświęconych ochronie mórz. Znany przede wszystkim z aktywnych działań na rzecz ochrony wielorybów oraz powstrzymania rzezi fok.
Watson ukończył Fraser University w Kolumbii Brytyjskiej. Wykłada na uczelniach na całym świecie. W latach 1990–1994 piastował stanowisko profesora ekologii na Pasadena College of Design. Był też instruktorem programów przyrodniczych University of California w Los Angeles. Jest wegetarianinem.